# 井坪南梁战国、秦汉墓群
井坪南梁战国、秦汉墓群，位于山西省朔州市平鲁区井坪镇南山梁地带，是中华人民共和国山西省文物保护单位之一。
2004年6月10日，授予山西省文物保护单位，是一座古墓葬。